# Unión del Pueblo Salmantino
Unión del Pueblo Salmantino (UPS) és un partit polític de la província de Salamanca, fundat en 2002, amb una ideologia conservadora. El seu fundador va ser José María Moreno Balmisa, antic militant del CDS primer i del Partit Popular després, amb el qual seria diputat. En 1991, va estar implicat en un presumpte cas de frau electoral pel qual, no obstant això, no es van trobar indicis suficients per a jutjar-lo.
Té comitès en totes les comarques de Salamanca i en molts dels seus pobles i ciutats. Al desembre de 2005 alguns dels càrrecs i militants d'Unitat Regionalista de Castella i Lleó a Salamanca es van integrar a la Unión del Pueblo Salmantino (UPSa). Va subscriure en el 2006 un protocol de col·laboració amb la Unió del Poble Lleonès para tot allò que afecti a ambdues províncies, si bé no comparteixen ideologia i fins, encara que sí el concepte de Salamanca com província lleonesa. Fins a les eleccions municipals de 2007 tenia alcaldes als municipis de Garcihernández, Valdecarros, Gomecello, Juzbado, Negrilla de Palencia i Pastores.
A les eleccions municipals i autonòmiques de 2007 va presentar més de 160 candidatures en la província de Salamanca, abastant més del 80% de la població salmantina. Aspiraven a aconseguir la ruptura del bipartidisme a Salamanca i a entrar amb almenys un procurador a les Corts de Castella i Lleó. Els resultats, no obstant això, van ser més modests. A les autonòmiques va obtenir 7.681 vots (3,69%), que no li van donar dret a cap procurador. A les municipals, els seus resultats van ser millors, obtenint 10.179 vots i 85 regidors, amb majoria absoluta a sis municipis i relativa a 3.
Les seves joventuts són Xóvenes Salmantinos.